# Željko Karaula (slikar)
Željko Karaula je akademski slikar-grafičar.  Rođen je u Prispu kod Livna, 29. kolovoza 1958. god. Bavi se slikarstvom, kiparstvom i dizajnom. Najveći dio njegovog opusa čini slikarstvo, prezentirano u nekoliko ciklusa. Posebnu cjelinu čini njegov sakralni ciklus. Temu Križnog puta je radio u više tehnika (bronca, terakota, porculan, ulje na platnu). Svojim radom i djelom pripada srednjoj generaciji moderne umjetnosti-figuracija. Izlagao je na više od 30 individualnih i grupnih izložbi. 

## Životopis
Osnovnu školu završio je u Livnu 1974. godine. Školu primijenjene umjetnosti završio je u Zagrebu 1978. godine. Na Filozofskom fakultetu u Zagrebu apsolvirao je povijest umjetnosti i etnologiju 1982. godine. Akademiju likovnih umjetnosti u Zagrebu diplomirao je u klasi prof. Ante Kuduza 1984. godine. Izlagao je na više od dvadeset samostalnih i više desetaka skupnih izložbi. Sudjelovao je na više likovnih kolonija i s lakoćom se odazivao na humanitarne donacije za djecu stradalu u ratu u Hrvatskoj, za nabavu aparata u bolnici Sv. Duh, u Pakracu je poklonio svih četrnaest postaja Križnog puta i ostale. 
Osim slikarstvom, bavi se dizajnom i kiparstvom. Dokazao se u različitim materijalima i tehnikama. To su terakota, poculan, bronca i drvo u kiparstvu, te akvarel, uljni pastel, ulje na platnu, akrilik na platnu i vitraj u slikarstvu. Sudjelovao je na javnim natječajima za spomen-obilježja stradalim braniteljima, blaženom Alojziju Stepincu u Lepoglavi, sv. ocu Ivanu Pavlu II. u Dubrovniku. Neki od njegovih natječajnih radova već su izvedeni: Žena - robijašica za Hrvatsku, korpus Krista na Domovinskom križu u Požegi, kapela Male Gospe u Kusonjama te kapelica sv. Stjepana u Čelebiću. Član je HDLU-a Zagreb, ULS-a Zaprešić i Akademije Art.

## Radovi
Željko Karaula samostalne izložbe je izlagao diljem hrvatske. Inspiraciju crpi iz živopisnih krajolika Livanjskog kraja te na temu "žene". Tako je naslikao ciklus "Vrtovi sunca" na temu Livanskog polja, te cikluse "Šume slapovi glazbom žene", "Otajstvo žene" i figurice žena na temu žene.

## Samostalne izložbe
- 1984. Livno, Narodno sveučilište
- 1986. Nova Gradiška, Galerija Kerdić, grafike
- 1991. Sesvete, Galerija Kurija, Energija i imaginacija, pasteli
- 1993. Zagreb, Galerija Studentskog centra, Križni put, porculan
- 1994. Zaprešić, Galerija Dar, porculan
- 1996.  Livno, Galerija Matice hrvatske,  Vječno svjetlo, natječajni radovi
- 1997. Garešnica, Galerija Štokić - uljni pasteli
- 1998. Zagreb, Galerija Dubrava, Uskrsne teme, porculan
- 1998. Sesvete, Galerija Kurija, Pastelne impresije
- 1999. Zaprešić, Galerija Razvid, Preobrazbe, ulja na platnu
- 2001. Zagreb, Galerija Ruža, pasteli
- 2003. Zaprešić, Galerija Razvid, Križni put, bronca i vitraji
- 2005. Vrbnik, Galerija Vrbnik, pejsaži, ulja na platnu
- 2006. Zaprešić, Galerija Anima, Šume slapovi glazbom žene, ulja na platnu
- 2008. Zaprešić, Galerija Razvid, Figurice, porculan
- 2008. Zagreb, Livanjska zajednica, Ples konja, ulja na platnu
- 2009. Zagreb, Galerija Sunce, Radost, voda i ljepota, ulja na platnu
- 2013. Zaprešić, Muzej „Matija Skurjeni’’, Otajstvo žene, ulja na platnu

## Javni radovi
- 1996. Požega, Žena - robijašica za Hrvatsku, bronca
- 1996. Požega, raspeće na spomen-obilježju za stradale branitelje, bronca
- 1997. Kusonje, kapela Male Gospe
- 2000. Livno, Fra Lovro Karaula, bronca
- 2004. Čelebić, kapelica sv. Stjepana

## Stalni postavi
- 1993. Pakrac, Križni put, porculan
- 1997. Livno, Križni put, ulje na platnu
- 1997. Priluka, Livno - Križni put, bronca
- 2003. Proboj, Ljubuški, Križni put, bronca
- 2004. Krk, kip sv. Jeronima, bronca
- 2004. Čelebić, Križni put, porculan
- 2005. Zaprešić, Sv. Vinko Paloti
- 2005. Čelebić, Sv. Stjepan, terakota
- 2005. Čelebić, Blaženi Alojzije Stepinac, terakota
- 2006. Zaprešić, crkva Kraljice Apostola - Križni put, terakota
- 2006. Pašman, Križni put, bronca
- 2009. Ljubunčić, Livno - Križni put, ulje na platnu
- 2009. Belišće, Križni put, terakota
- 2011. D. Rujani, Livno - korpus Krista, drvo

## Vanjske poveznice
- Izložba u kojoj Karaula karakteristično "križa" dvije tehnike, slikarstvo i kiparstvo, objavljena je u Večernjem listu
- Izložba Željka Karaule, Otajstvo Žene, objavljena je u Večernjem listu
- Žena na Vjetru, izložba  Arhivirana inačica izvorne stranice od 6. listopada 2015. (Wayback Machine) porculanskih skulptura-figurica, objavljena je na stranici AkademijaArt